# Deuteronomos ifrinaria
Deuteronomos ifrinaria là một loài bướm đêm trong họ Geometridae.